# Propriétés métriques des droites et des plans
En géométrie euclidienne, c'est-à-dire dans le plan et l'espace muni d'une distance et d'un produit scalaire, les droites et les plans possèdent des propriétés métriques permettant de les caractériser grâce à un point et un vecteur, dit normal. On peut aussi calculer la distance qui les sépare d'un point donné ou bien calculer celle qui sépare deux droites ou deux plans. On peut aussi calculer l'angle formé par deux droites ou deux plans.
Dans cet article, on a muni le plan ou l'espace d'un repère orthonormal dans lequel sont exprimées toutes les coordonnées. Toute droite du plan y possède une équation du type ux + vy + h = 0 où (u, v) est différent de (0 , 0) et tout plan de l'espace possède une équation de la forme ux + vy + wz + h = 0 où (u, v, w) est différent de (0, 0, 0).

## La droite dans le plan euclidien

### Droite, pente et vecteur directeur
Si la droite (D) d'équation ux + vy + h = 0 n'est pas parallèle à l'axe des ordonnées y, donc si v n'est pas nul, alors elle possède une équation sous la forme
{\displaystyle y=ax+b}
avec
{\displaystyle a=-{\frac {u}{v}},\,b=-{\frac {h}{v}}}
La pente (ou coefficient directeur) d'une droite est le réel a.
Si l'on appelle α l'angle entre l'axe des abscisses x et la droite (D), α peut se déduire par :
{\displaystyle a=\tan(\alpha )\Leftrightarrow \alpha =\arctan(a).}
Le vecteur {\displaystyle {\vec {d}}(-v,u)} est un vecteur directeur de (D), Le vecteur {\displaystyle {\vec {d}}'(1,a)} est un autre vecteur directeur.

### Vecteur normal à une droite
Soit {\displaystyle M(x,y)} un point de la droite (D) dont une équation dans un repère orthonormal est donnée par :
et {\displaystyle M_{0}(x_{0},y_{0})} un point spécifique de (D), on a : 
En retranchant (2) à (1) on obtient :
En notant {\displaystyle {\vec {\mathrm {N} }}}, le vecteur de coordonnées (u, v), on exprime (1) comme suit :
La droite d'équation ux + vy + h = 0 est donc orthogonale au vecteur {\displaystyle {\vec {\mathrm {N} }}}. Le vecteur {\displaystyle {\vec {\mathrm {N} }}} est appelé un vecteur normal à la droite (D).
Si la droite (D) n'est pas parallèle à l'axe y, elle peut être donnée par une équation de type :
{\displaystyle y=ax+b}
Le vecteur {\displaystyle {\vec {\mathrm {N} }}(-a,1)} est un vecteur normal à (D).

### Droite passant par un point et orthogonale à un vecteur non nul donné
Soit un point {\displaystyle M(x,y)} et un vecteur {\displaystyle {\vec {\mathrm {N} }}(u,v)} non nul. Le point M appartient à la droite (D), passant par {\displaystyle M_{0}(x_{0},y_{0})} et orthogonale à {\displaystyle {\vec {\mathrm {N} }}}, si et seulement si :
 {\displaystyle {\vec {\mathrm {N} }}\cdot {\overrightarrow {M_{0}M}}=0}
La droite D, passant par {\displaystyle M_{0}(x_{0},y_{0})} et orthogonale à {\displaystyle {\vec {\mathrm {N} }}}, a donc pour équation :
{\displaystyle u(x-x_{0})+v(y-y_{0})=0\,}

### Distance algébrique d'un point à une droite
Soit H le point projeté de {\displaystyle M(x,y)} sur D, qui est donc tel que {\displaystyle {\overrightarrow {HM}}} est orthogonal à (D).
La droite perpendiculaire à D et passant par M étant orientée suivant la direction du vecteur {\displaystyle {\vec {\mathrm {N} }}(u,v)}, on montre que la distance algébrique entre M et (D) est donnée par :
{\displaystyle d_{\mathrm {a} }(H,M)={\frac {ux+vy+h}{\sqrt {u^{2}+v^{2}}}}}
En valeur absolue :
{\displaystyle \|{\overrightarrow {HM}}\|={\frac {|ux+vy+h|}{\sqrt {u^{2}+v^{2}}}}}

### Équation normale d'une droite
Dans le repère {\displaystyle (\mathrm {O} ,{\vec {i}},{\vec {j}})}, notons {\displaystyle {\vec {\mathrm {N} }}(\cos \varphi ,\sin \varphi )} un vecteur unitaire normal à la droite (D), orienté de O vers (D), la valeur φ représente alors l'angle{\displaystyle ({\vec {i}},{\vec {\mathrm {N} }})}. On note d'autre part {\displaystyle p} la distance entre l'origine O du repère et la droite D.
L'équation (1) s'écrit :

### Angles de deux droites
Soit D et D' deux droites d'équations
{\displaystyle (D):ux+vy+h=0\,}
{\displaystyle (D'):u'x+v'y+h'=0\,}
L'angle formé par les deux droites est connu par sa tangente :

### Intersection de deux droites
Soit les droites (D1) et (D2) d'équations cartésiennes respectives :
{\displaystyle u_{1}x+v_{1}y+h_{1}=0,\quad u_{2}x+v_{2}y+h_{2}=0\,}
alors :
- si {\displaystyle {\frac {u_{2}}{u_{1}}}={\frac {v_{2}}{v_{1}}}={\frac {h_{2}}{h_{1}}}} : les droites sont confondues ;
- si {\displaystyle {\frac {u_{2}}{u_{1}}}={\frac {v_{2}}{v_{1}}}\neq {\frac {h_{2}}{h_{1}}}} : les droites sont strictement parallèles ;
- si {\displaystyle {\frac {u_{2}}{u_{1}}}\neq {\frac {v_{2}}{v_{1}}}} : les droites sont sécantes et les coordonnées du point d'intersection sont une solution du système formé par (1) et (2).

### Faisceau défini par deux droites
Le faisceau est l'ensemble des droites d'équation :
{\displaystyle \alpha D_{1}+\beta D_{2}=0}
En posant {\displaystyle \lambda ={\frac {\beta }{\alpha }}} ;
{\displaystyle D_{1}+\lambda D_{2}=0}.
On a alors trois cas :
- si D1 et D2 se coupent en un point unique A, le faisceau {\displaystyle D_{1}+\lambda D_{2}=0} est l'ensemble des droites passant par A.
- si D1 et D2 sont strictement parallèles, le faisceau {\displaystyle D_{1}+\lambda D_{2}=0} est l'ensemble des droites strictement parallèles à D1.

### Conditions pour que trois droites distinctes soient concourantes ou parallèles
Les droites d'équations :
{\displaystyle \mathrm {D} _{1}:u_{1}x+v_{1}y+h_{1}=0\,},
{\displaystyle \mathrm {D} _{2}:u_{2}x+v_{2}y+h_{2}=0\,}, et
{\displaystyle \mathrm {D} _{3}:u_{3}x+v_{3}y+h_{3}=0\,}
sont concourantes ou parallèles si :
{\displaystyle {\begin{vmatrix}u_{1}&v_{1}&h_{1}\\u_{2}&v_{2}&h_{2}\\u_{3}&v_{3}&h_{3}\end{vmatrix}}=0}

## La droite dans l'espace euclidien

### Distance d'un point à une droite quelconque de l'espace

#### Cas où la droite est définie par l'intersection de deux plans
Dans l'espace, on étudie la droite définie par l'intersection de deux plans d'équations :
{\displaystyle (P_{1}):u_{1}x+v_{1}y+w_{1}z+h_{1}=0\,}
{\displaystyle (P_{2}):u_{2}x+v_{2}y+w_{2}z+h_{2}=0\,}
Le plan (Q) perpendiculaire à (P1) appartient au faisceau de plans {\displaystyle P_{1}+\lambda P_{2}=0}.
(Q) sera perpendiculaire à (P1) pour {\displaystyle \lambda ={\frac {-(u_{1}^{2}+v_{1}^{2}+w_{1}^{2})}{u_{1}u_{2}+v_{1}v_{2}+w_{1}w_{2}}}}
Soient H1, HQ et H les projections orthogonales du point M respectivement sur (P1), (Q) et (D), on en déduit {\displaystyle MH^{2}=MH_{1}^{2}+MH_{Q}^{2}}.
On calculera MH1 et MHQ comme détaillé plus bas.

#### Cas où la droite est définie par un point et un vecteur directeur non nul
La distance MH est donnée par
{\displaystyle MH={\frac {\|{\overrightarrow {MM_{0}}}\wedge {\vec {\mathrm {V} }}\|}{\|{\vec {\mathrm {V} }}\|}}}

### Droites orthogonales à un plan
Le plan étant défini par l'équation ux + vy + wz + h = 0, les droites perpendiculaires au plan sont toutes les droites ayant comme vecteur directeur {\displaystyle {\vec {\mathrm {N} }}(u,v,w)}.
Une droite D passant par le point {\displaystyle M_{0}(x_{0},y_{0},z_{0})} et perpendiculaire à {\displaystyle (P):ux+vy+wz+h=0} a pour équations :
dans le cas où aucun des réels, u, v, w, n'est nul.
Si un seul des réels est nul, par exemple u= 0, le système devient :
Si deux réels sont nuls, par exemple u=v=0, le système devient :

### Distance entre deux droites quelconques de l'espace
Soient la droite (D0) passant par {\displaystyle M_{0}(x_{0},y_{0},z_{0})} et de direction le vecteur {\displaystyle {\vec {\mathrm {V} }}_{0}(a_{0},b_{0},c_{0})} et (D1) la droite passant par {\displaystyle M_{1}(x_{1},y_{1},z_{1})} et de direction {\displaystyle {\vec {\mathrm {V} }}_{1}(a_{1},b_{1},c_{1})}
Si les vecteurs {\displaystyle {\vec {\mathrm {V} }}_{0}} et {\displaystyle {\vec {\mathrm {V} }}_{1}} sont indépendants, le volume du solide construit sur {\displaystyle {\overrightarrow {M_{0}M_{1}}},{\vec {\mathrm {V} }}_{0},{\vec {\mathrm {V} }}_{1}} est égal à |k|. Ce réel se calcule grâce au produit mixte :
{\displaystyle k=({\overrightarrow {M_{0}M_{1}}},{\vec {\mathrm {V} }}_{0},{\vec {\mathrm {V} }}_{1})}
L'aire de la base du solide est donnée par
{\displaystyle \|{\vec {\mathrm {W} }}\|} tel que {\displaystyle {\vec {\mathrm {W} }}={\vec {\mathrm {V} }}_{0}\wedge {\vec {\mathrm {V} }}_{1}}
La distance entre les deux droites est alors égale à {\displaystyle d={\frac {|k|}{\|{\vec {\mathrm {W} }}\|}}}
Si les vecteurs sont colinéaires alors les deux droites sont parallèles et la distance qui les sépare correspond à la distance qui sépare le point M1 de la droite D0.

## Le plan dans l'espace euclidien

### Vecteur normal à un plan
Soit {\displaystyle M(x,y,z)} un point du plan (P) dont l'équation dans un repère orthonormé est donnée par :
Pour {\displaystyle M_{0}(x_{0},y_{0},z_{0})} un point spécifique de P on obtient :
En retranchant (2bis) à (1bis) on obtient :
En notant {\displaystyle {\vec {\mathrm {N} }}}, le vecteur de coordonnées (u, v, w), on exprime (1bis) comme suit :
Le plan P d'équation ux + vy + wz + h = 0 est donc orthogonal au vecteur {\displaystyle {\vec {\mathrm {N} }}(u,v,w)} et ce vecteur est appelé un vecteur normal au plan P.
Si le coefficient w n'est pas nul, alors le plan ne contient pas de droite parallèle à l'axe z et l'équation du plan peut s'écrire :
{\displaystyle z=ax+by+c}
avec a = -u/w, b = -v/w et c = -h/w. Le vecteur de composantes (-a, -b, 1) est un vecteur normal au plan.

### Plan passant par un point et orthogonal à un vecteur non nul donné
Soit un point {\displaystyle M(x,y,z)} et un vecteur {\displaystyle {\vec {\mathrm {N} }}(u,v,w)\,} non nul. Le point M appartient au plan P, passant par {\displaystyle M_{0}(x_{0},y_{0},z_{0})} et orthogonal à {\displaystyle {\vec {\mathrm {N} }}}, si et seulement si :
 {\displaystyle {\vec {\mathrm {N} }}\cdot {\overrightarrow {M_{0}M}}=0}
Le plan P, passant par {\displaystyle M_{0}(x_{0},y_{0},z_{0})} et orthogonal à {\displaystyle {\vec {\mathrm {N} }}}, a donc pour équation :
{\displaystyle u(x-x_{0})+v(y-y_{0})+w(z-z_{0})=0\,}

### Distance algébrique d'un point à un plan
Soit H le projeté de {\displaystyle M(x,y,z)} sur (P) avec {\displaystyle {\overrightarrow {HM}}} orthogonal à (P).
La droite perpendiculaire à (P) et passant par M étant orientée suivant la direction du vecteur {\displaystyle {\vec {\mathrm {N} }}(u,v,w)}, on montre que la distance algébrique entre M et (P) est donnée par :
{\displaystyle d_{\mathrm {a} }(H,M)={\frac {ux+vy+wz+h}{\sqrt {u^{2}+v^{2}+w^{2}}}}}
En valeur absolue :
{\displaystyle \|{\overrightarrow {HM}}\|={\frac {|ux+vy+wz+h|}{\sqrt {u^{2}+v^{2}+w^{2}}}}}

### Angles de deux plans
Soient (P) et (P') deux plans d'équations
L'angle géométrique (P, P') est déterminé à l'aide de l'angle des vecteurs normaux {\displaystyle ({\vec {\mathrm {N} }},{\vec {\mathrm {N} }}')}
Du point de vue de l'application numérique, la forme avec le cosinus est plus précise lorsque l'angle est proche de π/2 + kπ, et la forme avec le sinus est plus précise lorsque l'angle est proche de 0 + kπ.

#### Cas particulier: angle de plus grande pente
L'angle de plus grande pente est l'angle le plus grand formé entre un plan quelconque et le plan horizontal. De façon imagée on peut définir l'angle de plus grande pente comme l'angle formé entre la trajectoire (rectiligne) d'une bille circulant librement sur ce plan quelconque et le plan horizontal.
Étant donné l'équation d'un plan horizontal : 
L'angle de plus grande pente est donné par :

### Plans perpendiculaires
Les plans (P) et (P') sont perpendiculaires si les vecteurs normaux {\displaystyle {\vec {\mathrm {N} }}} et {\displaystyle {\vec {\mathrm {N} }}'} sont orthogonaux, ce qui implique

### Intersection de deux plans
Soit les plans (P1) et (P2) d'équations cartésiennes respectives :
{\displaystyle u_{1}x+v_{1}y+w_{1}z+h_{1}=0\,}
{\displaystyle u_{2}x+v_{2}y+w_{2}z+h_{2}=0\,}
Alors :
- si {\displaystyle {\frac {u_{2}}{u_{1}}}={\frac {v_{2}}{v_{1}}}={\frac {w_{2}}{w_{1}}}={\frac {h_{2}}{h_{1}}}} : les plans sont confondus ;
- si {\displaystyle {\frac {u_{2}}{u_{1}}}={\frac {v_{2}}{v_{1}}}={\frac {w_{2}}{w_{1}}}\neq {\frac {h_{2}}{h_{1}}}} : les plans sont strictement parallèles ;

En dehors des cas précédents, les deux plans sont sécants. Leur droite commune a pour équation les équations des deux plans.

### Faisceau de plans
Le faisceau de plans défini par les plans P1 et P2 est l'ensemble des plans solution de l'équation :
{\displaystyle \alpha P_{1}+\beta P_{2}=0}
En posant {\displaystyle \lambda ={\frac {\beta }{\alpha }}} ;
{\displaystyle P_{1}+\lambda P_{2}=0} (avec la condition P2 = 0 alors λ correspond à l'infini).
- si (P1) et (P2) se coupent en une droite (D, le faisceau {\displaystyle P_{1}+\lambda P_{2}=0} est l'ensemble des plans passant par (D).
- si (P1) et (P2) sont strictement parallèles, le faisceau {\displaystyle P_{1}+\lambda P_{2}=0} est l'ensemble des plans strictement parallèles à (P1).

### Condition pour que trois plans aient une droite commune ou soient parallèles
Soit les plans d'équation :
{\displaystyle (P_{1}):u_{1}x+v_{1}y+w_{1}z+h_{1}=0}
{\displaystyle (P_{2}):u_{2}x+v_{2}y+w_{2}z+h_{2}=0}
{\displaystyle (P_{3}):u_{3}x+v_{3}y+w_{3}z+h_{3}=0}
S'il existe α, β, γ non tous nuls tels que :
{\displaystyle \alpha P_{1}+\beta P_{2}+\gamma P_{3}=0} pour tous x, y et z
Cette relation exprime que (P1) et (P2) sont les plans de base du faisceau contenant (P3).

### Équation de plan et déterminant

#### Plan défini par un point et deux vecteurs non colinéaires
Soient un point {\displaystyle M_{0}(x_{0},y_{0},z_{0})} et deux vecteurs {\displaystyle {\vec {\mathrm {V} }}_{1}} et {\displaystyle {\vec {\mathrm {V} }}_{2}} non colinéaires. Un point M(x, y, z) appartient au plan (P) passant par {\displaystyle M_{0}(x_{0},y_{0},z_{0})} et de directions {\displaystyle {\vec {\mathrm {V} }}_{1}} et {\displaystyle {\vec {\mathrm {V} }}_{2}} si et seulement s'il existe deux réels λ et μ tels que {\displaystyle {\overrightarrow {M_{0}M}}=\lambda {\vec {\mathrm {V} }}_{1}+\mu {\vec {\mathrm {V} }}_{2}}. Cette égalité exprime que {\displaystyle {\overrightarrow {M_{0}M}},{\vec {\mathrm {V} }}_{1},{\vec {\mathrm {V} }}_{2}} sont coplanaires.
Ce qui donne, en représentant le produit mixte de ces trois vecteurs sous la forme d'un déterminant :
{\displaystyle \det({\overrightarrow {M_{0}M}},{\vec {\mathrm {V} }}_{1}(a_{1},b_{1},c_{1}),{\vec {\mathrm {V} }}_{2}(a_{2},b_{2},c_{2}))=0}
Son équation est :
{\displaystyle {\begin{vmatrix}x-x_{0}&a_{1}&a_{2}\\y-y_{0}&b_{1}&b_{2}\\z-z_{0}&c_{1}&c_{2}\end{vmatrix}}=(b_{1}c_{2}-c_{1}b_{2})(x-x_{0})+(c_{1}a_{2}-a_{1}c_{2})(y-y_{0})+(a_{1}b_{2}-b_{1}a_{2})(z-z_{0})=0}
que l'on peut écrire sous la forme {\displaystyle ux+vy+wz+h=0}

#### Plan défini par deux points et un vecteur
Soient deux points {\displaystyle M_{1}(x_{1},y_{1},z_{1}),M_{2}(x_{2},y_{2},z_{2})} et un vecteur {\displaystyle {\vec {\mathrm {V} }}_{1}(a,b,c)} non colinéaire à {\displaystyle {\overrightarrow {M_{1}M_{2}}}}.
Le point M appartient au plan passant par {\displaystyle M_{1}(x_{1},y_{1},z_{1}),M_{2}(x_{2},y_{2},z_{2})} et de direction {\displaystyle {\vec {\mathrm {V} }}_{1}(a,b,c)} si et seulement si les trois vecteurs :{\displaystyle {\overrightarrow {M_{1}M}},{\overrightarrow {M_{1}M_{2}}},{\vec {\mathrm {V} }}} sont coplanaires, donc :
{\displaystyle \det({\overrightarrow {M_{1}M}},{\overrightarrow {M_{1}M_{2}}},{\vec {\mathrm {V} }})=0}
Son équation est :
{\displaystyle {\begin{vmatrix}x-x_{1}&x_{2}-x_{1}&a\\y-y_{1}&y_{2}-y_{1}&b\\z-z_{1}&z_{2}-z_{1}&c\end{vmatrix}}=0}

#### Plan défini par trois points non alignés
Soient {\displaystyle M_{1}(x_{1},y_{1},z_{1}),M_{2}(x_{2},y_{2},z_{2}),M_{3}(x_{3},y_{3},z_{3})}, trois points non alignés.
Par analogie avec ce qui précède, l'équation du plan passant par ces trois points est :
{\displaystyle {\begin{vmatrix}x-x_{1}&x_{2}-x_{1}&x_{3}-x_{2}\\y-y_{1}&y_{2}-y_{1}&y_{3}-y_{2}\\z-z_{1}&z_{2}-z_{1}&z_{3}-z_{2}\end{vmatrix}}=0}